# Mount Pleasant (Misisipi)
Mount Pleasant es un lugar designado por el censo ubicado en el condado de Marshall en el estado estadounidense de Misisipi. En el Censo de 2020 tenía una población de 293 habitantes y una densidad poblacional de 47,26 habitantes por km². Fue incluido como CDP en el censo de 2020. 

## Geografía
Mount Pleasant se encuentra ubicado en las coordenadas 34°57′14″N 89°31′32″O / 34.95389, -89.52556.Según la Oficina del Censo de los Estados Unidos,  tiene una superficie total de 6,20 km², todos correspondientes a tierra firme.